# Monte Prata
Le Monte Prata est une montagne qui s'élève à 1 800 m d'altitude dans les monts Sibyllins en Italie.